# A. C. Newman
Allan Carl Newman, conocido artísticamente como A. C. Newman (14 de abril de 1968 en Vancouver, Columbia Británica) es un músico y cantautor canadiense y antiguo miembro de los grupos Superconductor y Zumpano durante los años 90 y The New Pornographers en los 2000 con la que tuvo gran éxito comercial y en las críticas.
En 2004 publicó su primer álbum en solitario. En una entrevista declaró que adoptó el nombre de "A.C." ya que "sonaba como un pseudónimo aunque en realidad no lo es".

## Carrera musical

### Superconductor y Zumpano
La carrera de Newman empezó a principio de los años 90 como integrante del grupo de grunge y pop Superconductor formado en Vancouver. Tras un breve periodo de tiempo se unió al grupo Zumpano con el que publicó dos álbumes: Look What the Rookie Did y Goin' Through Changes, ambos con críticas positivas. Aunque los miembros de Zampano jamás anunciaron la disolución de la banda, no volvieron a grabar nuevo material.

### The New Pornographers
En 1999 formaría The New Pornographers, con los que publicó cinco álbumes a lo largo de los años 2000. Al igual que en Zumpano, sus trabajos obtuvieron críticas favorables por parte de los críticos, entre los que destaca Mass Romantic, publicado en 2007 y que está considerado como el vigesimocuarto mejor álbum de música indie de todos los tiempos según la revista Blender. Aparte de su función como cantautor, también fue el líder del grupo.

### Como solista
En 2004 hizo su debut en solitario con The Slow Bonder, al igual que los anteriores trabajos, este también gran acogida por la crítica. Su sensibilidad musical como solista ha sido comparada con la de artistas de la talla de Ray Davies, Harry Nilsson y Ben Folds.
Poco tiempo después se casaría con Christy Simpson, exdirectora de marketing de la discográfica Matador Records.
En 2009 publicó Get Guilty, el cual incluye el sencillo Prophets, conocido por ser la música de fondo durante el final de la cuarta temporada de la serie How I Met Your Mother.
En 2012 anunció por Twitter que estaba a punto de lanzar su tercer álbum. En agosto del mismo año, la discográfica Matador Records declaró que la fecha de salida sería el 9 de octubre de 2012 bajo el nombre de Shut Down The Streets. La grabación tuvo lugar en Woodstock, Nueva York y cuenta con la colaboración de su antigua compañera de New Pornographers: Neko Case. En una entrevista, Newman declaró que "Shut Down The Streets trata sobre la vida y la muerte, sobre la felicidad y la tristeza. Es como plasmar una parte de mi vida donde aprendes a convivir en armonía".

## Discografía

### Álbumes
- The Slow Wonder (2004)
- Get Guilty (2009) (99.º en Estados Unidos)
- Shut Down the Streets (2012)

### Recopilatorios
- Music from the OC: Mix 4 - (Track "On The Table") (2005 · Warner Bros./WEA)